# Parachernes subtilis
Espèce
Parachernes subtilis est une espèce de pseudoscorpions de la famille des Chernetidae.

## Distribution
Cette espèce est endémique de la région du Maule au Chili.

## Description
Parachernes subtilis mesure de 2,2 à 2,5 mm.

## Publication originale
- Beier, 1964 : Die Pseudoscorpioniden-Faunas Chiles. Annalen des Naturhistorischen Museums in Wien, vol. 67, p. 307-375 (texte intégral).